# Karang Agung (Simpang)
Karang Agung is een bestuurslaag in het regentschap Ogan Komering Ulu Selatan van de provincie Zuid-Sumatra, Indonesië. Karang Agung telt 2488 inwoners (volkstelling 2010).